# Onthophagus densatus
Onthophagus densatus är en skalbaggsart som beskrevs av Frey 1963. Onthophagus densatus ingår i släktet Onthophagus och familjen bladhorningar. Inga underarter finns listade i Catalogue of Life.